# Andrzej Opatowicz
Andrzej Opatowicz (ur. 9 października 1865, zm. ?) – pułkownik kawalerii Wojska Polskiego.

## Życiorys
Andrzej Opatowicz urodził się 9 października 1865 roku. 1 stycznia 1909 roku, w stopniu rotmistrza, pełnił służbę w 11 Iziumskim Pułku Huzarów, który wchodził w skład II Brygady 11 Dywizji Kawalerii i stacjonował w Łucku.
21 marca 1919 roku został przyjęty do Wojska Polskiego z byłych Korpusów wschodnich i byłej armii rosyjskiej, z zatwierdzeniem posiadanego stopnia pułkownika, z zaliczeniem do I Rezerwy armii i powołaniem do czynnej służby na czas wojny, aż do demobilizacji. Z dniem 22 lutego 1919 roku otrzymał przydział do Rezerwy oficerów Wojska Polskiego. 27 marca 1919 roku Naczelny Wódz mianował go komendantem Twierdzy Brześć Litewski. 15 sierpnia 1919 roku został mianowany dowódcą Powiatu Etapowego Wołkowysk. 6 września 1919 roku został przeniesiony do Sekcji Remontu Departamentu III Ministerstwa Spraw Wojskowych.
22 września 1919 roku Adiutantura Generalna przekazała ówczesnemu szefowi Sztabu Generalnego, pułkownikowi Stanisławowi Hallerowi decyzję Naczelnego Wodza o treści: zgodnie z przedłożonym mi wnioskiem Naczelnego Dowództwa zarządzam wdrożenie dochodzeń sądowo-karnych przeciw płk. Opatowiczowi, byłemu dowódcy twierdzy Brześć Litewski i przeciw jego szefowi sztabu, mjr. Wance z powodu niewykonywania przepisów służbowych i braku należytego nadzoru nad obozami jeńców w Brześciu. Pułkownik Haller wnioskując 18 września 1919 roku o wdrożenie dochodzeń sądowo-karnych opierał się na raporcie higienisty Frontu Litewsko-Białoruskiego, kapitana lekarza Karola Jonshera, raporcie sytuacyjnym żandarmerii polowej w Brześciu i relacji pułkownika lekarza doktora Stefana Kuryłłowicza. Wnioskodawca stwierdził, że w następnie zaniechania obowiązków służbowych przez obu oficerów doszło do „horrendalnych stosunków zdrowotnych i gospodarczych” w obozach jeńców.
W 1921 roku pułkownik Opatowski pełnił służbę w Dowództwie Okręgu Generalnego „Lublin”, a jego oddziałem macierzystym był wówczas 12 pułk Ułanów Podolskich. Z dniem 1 maja 1921 roku został przeniesiony w stały stan spoczynku, z prawem noszenia munduru. Na emeryturze mieszkał w Lublinie.